# Antonio de Zayas
Antonio de Zayas (falecido no dia 16 de outubro de 1582) foi um prelado católico romano que serviu como bispo da Nicarágua (1575–1582).

## Biografia
De Zayas era natural de Ecija, em Espanha, e foi ordenado sacerdote na Ordem dos Frades Menores. A 19 de janeiro de 1575, foi nomeado Bispo da Nicarágua durante o papado do Papa Gregório XIII e chegou à Nicarágua em janeiro de 1576. Sofrendo de problemas de saúde, renunciou ao cargo de bispo da Nicarágua no dia 8 de março de 1582 e faleceu a 16 de outubro de 1582.